# Jiang Li
Jiang Li es un personaje que aparece en los cómics estadounidenses publicados por Marvel Comics. Jiang Li es la madre de Shang-Chi y de Zheng Bao Yu. Jiang Li hizo su debut en Shang-Chi (vol. 2) #4 (septiembre de 2021), creado por Gene Luen Yang y Dike Ruan, basada en el personaje del Universo cinematográfico de Marvel, Ying Li, interpretada por Fala Chen en la película Shang-Chi y la leyenda de los Diez Anillos (2021).

## Creación
A principios de la década de 1970, el escritor Steve Englehart y el artista Jim Starlin se acercaron a Marvel Comics para adaptar la serie de televisión Kung Fu a un cómic, ya que la empresa matriz de DC, Warner Communications, poseía los derechos de la serie. Luego, el dúo se acercó a Marvel Comics con la idea de crear un cómic original centrado en el kung fu. El editor en jefe Roy Thomas estuvo de acuerdo, pero solo si incluirían al villano pulp de Sax Rohmer, el Dr. Fu Manchú, ya que Marvel había adquirido previamente los derechos del cómic del personaje. Englehart y Starlin desarrollaron a Shang-Chi, un maestro de kung fu y un hijo previamente desconocido del Dr. Fu Manchú. Según los creadores, por sugerencia de Roy Thomas, la madre de Shang-Chi sería una mujer caucásica estadounidense que fue seleccionada genéticamente por Fu Manchu para ser la madre de su hijo. En ediciones posteriores, su conexión con Fu Manchú fue minimizada después de que Marvel perdió los derechos del cómic sobre el personaje de este último; para solucionar este problema, el editor finalmente comenzó a llamar el padre de Shang-Chi de Zheng Zu. En la miniserie Shang-Chi de 2020, el escritor Gene Luen Yang hizo una revisión completa del mito de Shang-Chi. Cuando Kevin Feige anunció el elenco de la película Shang-Chi y la leyenda de los Diez Anillos , el personaje originalmente se llamaba Jiang Li antes de ser cambiado a Ying Li; el nombre anterior se usó más tarde para la introducción del personaje en los cómics. Tras el lanzamiento de la película Shang-Chi y la leyenda de los Diez Anillos (2021) de Marvel Cinematic Universe, Yang incorporó varios conceptos introducidos en la película en los mitos de Shang-Chi, incluido el personaje de Jiang Li como la verdadera madre de Shang-Chi, que se basó en la madre de Shang-Chi, Ying Li.

## Biografía
Jiang Li nació en una de las pocas comunidades de mortales de Ta-Lo conocidas como los Qilin Riders que fueron designados por Xian como guardianes de la puerta de entrada que conecta a Ta-Lo con la isla de Qilin en el Mar de China Oriental. Mientras patrullaba, Jiang Li rescató a un Zheng Zu naufragado de los piratas. Jiang Li cuidó a Zu hasta que recuperó la salud y los dos se enamoraron. Sin embargo, el padre de Jiang Li, el cacique Xin, se indignó porque ella albergaba a un forastero y le ordenó que regresara a Ta-Lo con la cabeza de Zu. En cambio, Jiang Li y Zu huyeron a la Casa de la Mano Mortal de Zu en Hunan, donde Jiang Li descubrió la verdadera identidad de Zu como líder de la Sociedad de las Cinco Armas, una organización criminal. Jiang Li intentó dejarlo, pero Zu le suplicó que se quedara y le prometió cambiar sus formas oscuras. Fiel a su palabra, Zu redescubrió su propia humanidad de Jiang Li y los dos se casaron y tuvieron dos hijos: Shang-Chi y Shi-Hua. Sin embargo, después de un ataque de Hydra contra la Casa de la Mano Mortal, Zu se volvió frío y distante con su familia, ya que sintió que su amor por ellos lo debilitaba. Por soledad, Jiang Li envió una carta a su padre y unas semanas más tarde se vio atraída por un enfrentamiento entre Xin y Zu en la torre personal de este último, donde se reveló que Zu había construido un portal improvisado a Ta Lo para robar el reino. armas sagradas para reforzar la Sociedad. Mientras Zu luchaba contra su esposa y su suegro, Shang-Chi apareció en la escena, justo cuando la conexión del portal con Ta Lo se desconectó y Jiang Li fue empujada accidentalmente a su supuesta muerte.
En cambio, Jiang Li fue enviada a la Zona Negativa, donde usó sus habilidades psiónicas para vincularse mentalmente con las criaturas mántides nativas, que la protegían y albergaban. Jiang Li residió en la Zona Negativa durante muchos años, ocasionalmente usando sus habilidades psiónicas para llegar a sus hijos. Después de que Shang-Chi se hiciera cargo de la Sociedad de las Cinco Armas tras la muerte de Zu y comenzara a reformarla como una organización heroica, comenzó a recibir los mensajes de Jiang Li a través de sus sueños y viajó a la Zona Negativa con sus medios hermanos para rescatarla. Mientras se recupera en la Nueva Casa de la Mano Mortal en Chinatown, Manhattan, su padre la visita en secreto. A pesar de afirmar estar encantado de volver a verla, Xin está consumido por su ira hacia Zu y su línea de sangre desde su confrontación anterior con ellos y cree que Shang-Chi es tan malvado como su padre, prometiendo acabar con su nieto.
Debido a que estuvo vinculada mentalmente a los insectos durante muchos años, Jiang Li tarda un tiempo en recuperar su salud mental, pero pasa tiempo con su hijo y sus medios hermanos. Después de recuperarse por completo, Jiang Li comienza a contarle a Shang-Chi su historia familiar, pero los dos son atacados por varios enemigos de la Sociedad. Jiang Li usa sus abelitas psiónicas para darse cuenta de que están siendo dirigidos por Xin. Aunque Shang-Chi y la Sociedad pueden derrotar a los posibles asesinos, Jiang Li es tomado como rehén por ellos, lo que obliga a Shang-Chi a dejarlos escapar. Aunque Xin está indignado por no haber matado a Shang-Chi y haber secuestrado a su hija, permite que sus aliados escapen con Jiang Li a través de un portal a la isla de Qilin y a través de la puerta de entrada a Ta Lo. Después de no poder adquirir el cadáver de Shang-Chi para completar su magia, Xin extrae a la fuerza la energía psiónica de Jiang Li para localizar a Shi-Hua para su ritual. Xin regresa con la mano derecha cercenada de Shi-Hua, que usa para crear máscaras taotie para él y los Qilin Riders. Jiang Li escapa al unirse psiónicamente con un qilin cercano y viaja de regreso a la Tierra para ayudar a la Sociedad a defender la Casa de la Mano Mortal de los Jinetes empoderados con máscaras. Jiang Li se enfrenta brevemente a su padre, quien tiene el poder de su propia máscara y varios de los Diez Anillos celestiales, pero ayudado por la llegada de Shang-Chi y sus hermanos. Cuando Shang-Chi sucumbe a su oscuridad interior para tomar los Diez Anillos de Xin y lo derrota a él y a los Jinetes, intenta cortar la mano de Xin en represalia por lo que le hizo a Shi-Hua, pero Jiang Li y sus hermanos lo convencen y lo traen. él de vuelta a sus sentidos. Jiang Li y Shang-Chi regresan a Ta Lo para que Xin se enfrente a la justicia y devuelva los Diez Anillos al Emperador de Jade, quien nombra a Jiang Li como el nuevo Jefe de los Qilin Riders, lo que requiere que ella permanezca en Ta Lo.

## Poderes y habilidades
Como Qilin Ridere, Jiang Li es bendecido por Xian con el poder del tiro con arco innato y para vincularse psiónicamente con qilin. Jiang Li también puede extender sus habilidades psiónicas a otras personas, incluidos humanos y extraterrestres. Ella también es experta en artes marciales.

## En otros medios

### Película
Ying Li aparece en Shang-Chi y la leyenda de los Diez Anillos (2021), interpretada por Fala Chen. En la película, Li es una guardián de Ta Lo, un reino místico habitado por criaturas mitológicas chinas, incluido su dragón guardián, el Gran Protector, que bendice a Li con el poder de manipular el viento. En 1996, el señor de la guerra inmortal Xu Wenwu intenta invadir Ta Lo pero es derrotado por Li. Los dos se enamoran, pero cuando Wenwu es rechazado por los habitantes de Ta Lo por su oscuro pasado, Li se va con él. Los dos se casan y tienen dos hijos: el hijo Shang-Chi y la hija Xialing. Wenwu abandona su organización y sus armas, mientras que Li renuncia a la bendición del Gran Protector para estar juntos y con sus hijos. Mientras Wenwu está fuera, Li es asesinado por Iron Gang, viejos enemigos de los Diez Anillos. La muerte de Li lleva a Wenwu a asesinar violentamente a la pandilla en represalia y vuelve a sus caminos oscuros al recuperar sus Anillos y su organización. Años más tarde, Habitante en la Oscuridad usa la voz de Li para hacer creer a Wenwu que su esposa todavía está viva y atrapada dentro de una puerta en Ta Lo, para que Wenwu pueda usar sus Anillos para destruir su sello. Wenwu intenta convencer a sus hijos separados para que lo ayuden a liberar a su madre y destruir su aldea en represalia por encarcelarla, pero los dos se ponen del lado de la gente de Li. Shang-Chi y Xialing son armaduras dotadas hechas a mano con las escamas del Gran Protector que Li le confió a su hermana Ying Nan. Después de la batalla, Shang-Chi y Xialing encienden linternas de papel en memoria de Li y Wenwu, quienes fueron asesinados por el Morador.